# Erioptera (Mesocyphona) leonensis
Erioptera (Mesocyphona) leonensis is een tweevleugelige uit de familie steltmuggen (Limoniidae). De soort komt voor in het Neotropisch gebied.